# Serayah McNeill
Serayah Ranee McNeill (Encinitas, California, 20 de junio de 1995) es una actriz, cantante y modelo estadounidense, más conocida por su papel como la cantante Tiana Brown en la serie Empire.

## Primeros años
Se graduó del Taft High School en Woodland Hills (Los Ángeles), donde participó en el equipo de basketball femenino en 2013. Actualmente vive en Los Ángeles (California).

## Carrera
El personaje de Tiana en Empire marcó su primer papel de actriz importante. Fue añadida a los personajes regulares de la serie el 26 de agosto de 2015.
En 2015 apareció en el video musical de «Bad Blood» de Taylor Swift personificando a Dilemma. El 18 de julio de 2015, Taylor Swift hizo una presentación de su canción «Style» junto a McNeill durante su 1989 World Tour en Chicago.

## Filmografía

### Películas
| Año  | Título     | Personaje    |
| ---- | ---------- | ------------ |
| 2016 | Lucky Girl | Lisa Jackson |

### Televisión
| Año       | Título | Personaje   | Notas                                              |
| --------- | ------ | ----------- | -------------------------------------------------- |
| 2015–2020 | Empire | Tiana Brown | Recurrente (season 1) Principal (season 2–present) |

### Videos musicales
| Año  | Canción     | Artista      | Personaje |
| ---- | ----------- | ------------ | --------- |
| 2015 | «Bad Blood» | Taylor Swift | Dilemma   |